# Vékás László Miklós
Vékás László Miklós (Arad, 1945. december 5.–) erdélyi magyar kutatófizikus, fizikai szakíró.

## Életútja
Középiskolába szülővárosában járt; 1963–68 között a Temesvári Egyetem Fizika Karán szerzett oklevelet. 1983-ban a iaşi-i Al. I. Cuza Tudományegyetem Fizika Karán nyert doktori fokozatot Adalékok a részecskék metastabil állapotainak tanulmányozásához c. dolgozatával. 1968–70-ben a Román Akadémia temesvári műszaki kutatóközpontja kavitációosztályán, 1970–74 között a temesvári Vízgépek Kutatóközpontjában tudományos kutató. 1974-től 1991-ig főkutató és társult tanár a temesvári Politechnikai Főiskola vízgépek tanszékének mágneses folyadékokat kutató laboratóriumában. 1991–97 között főkutató és laboratóriumvezető a temesvári műegyetem Hidrodinamika, Kavitáció és Mágneses Folyadékok Kutatóközpontjában. 1996–97-ben a Kondenzált Anyagok Kutatóintézetének igazgatója Temesváron. Közben 1994-től 1998-ig a temesvári egyetem fizika fakultásán tanított. 1997-től a Román Akadémia temesvári fiókja Alap- és Fejlett Műszaki Kutatási Központja mágneses folyadékok laboratóriumának kutatója és főnöke, 2009-től a kutatóközpont igazgatója.

## Kutatási területei
A nanorészecskék, mágneses nanofolyadékok, folyadék–gőz állapot közötti átalakulási folyamatok, a kavitáció és a forrás, a gőzbuborékok heterogén nukleációja, hőátadási folyamatok mágneses folyadékokkal, mágneses térben, az anyag szerkezete, a barionok színelemzése, stb.

## Szakközleményei
Közel 130 dolgozatot publikált hazai és külföldi szakfolyóiratokban, időszakos kiadványokban és gyűjteményes tanulmánykötetekben. Tizenegy bejegyzett találmány szerzője. Egyedül vagy társszerzőségben jegyzett cikkeit, tanulmányait, tudományos dolgozatait a Zeitschrift für Physik, Acta Physica Hungarica, Hadronic Journal, Journal of Magnetism and Magnetic Materials, Sensors and Actuators, Europhysics Letters, IEEE Transactions on Magnetics, Journal of Colloids and Interface Science, Czechoslovak Journal of Physics, Indian Journal of Engineering & Materials Sciences, Molecular Crystals & Liquid Crystals, International Journal of Multiphase Flow, Applied Physics, Journal Optoelectronics and Advanced Materials, Applied Surface Science, Journal Nanoparticle Research, International Journal of Photoenergy, Journal Non-Newtonian Fluid Mech, Magnitnaya Gidrodinamika, Romanian Reports in Physics, Revue Roumaine de Biologie, Advances in Space Research, Magnetohydrodynamics, Romanian Journal of Physics, Journal of Nanostructured Polymers and Nanocomposites, China Particuology, Journal Nanomanufacturing, Advances in Science and Technology, Buletinul Ştiinţific şi Tehnic al UPT, Annals of the West University of Timişoara – Physical Sciences, Bulletin of the „Politehnica” University of Timişoara, Transactions on Mechanics hasábjain közölte.

## Tudományos tisztségek
1998-tól tagja, majd elnöke a Mágneses Folyadékokat Propagáló Romániai Egyesületnek. Tagjai sorába választotta a Mágneses Anyagok Romániai Szövetsége, valamint a salzburgi Európai Tudományos és Művészeti Akadémia természettudományi szakosztálya. Több tudományos és oktatási intézmény vezetőtestületének, tudományos tanácsának tagja. Rangos tudományos ülésszakokat, tanácskozásokat szervezett, számos romániai és nemzetközi szimpóziumon vett részt s tartott előadást.

## Társszerzős szakkönyvei
- Tehnologii, calitate, maşini şi materiale (Bukarest, 1987)
- Forţe de gradient şi aplicaţii (Temesvár, 1995)
- Micro and nanostructures (Bukarest, 2001)
- Echipamente electroacustice pentru procesarea performantă în medii lichide (Temesvár, 2002)
- Comportarea reologică a fluidelor magnetizabile (Temesvár, 2002)
- Convergence of micro-nano-biotechnologies, Series Micro- and Nanoengineering (Bukarest, 2006)
- Nanoscience in Biomedicine (Berlin, 2009)

## Díjak, elismerések
- 1984-ben elnyerte a Román Akadémia Dragomir Hurmuzescu-díját.